# P1Harmony
P1Harmony (tiếng Hàn Quốc: 피원하모니) là một nhóm nhạc nam Hàn Quốc được quản lý bởi FNC Entertainment. Nhóm gồm 6 thành viên: Keeho, Theo, Jiung, Intak, Soul và Jongseob

## Lịch sử

### 2020: Debut
Vào ngày 21 tháng 11 năm 2019, FNC đã tiết lộ kế hoạch tương lai của họ bao gồm việc ra mắt một nhóm nhạc nam tân binh mới vào năm 2020
Vào ngày 27 tháng 8 năm 2020, một teaser poster có tựa đề 피원 에이치 (P1H): 새로운 세계 의 시작 đã được phát hành. Bộ phim được mô tả là dự án kết hợp giữa K-pop và K-movie và sẽ ra mắt vào tháng 10 năm 2020.
Vào lúc 12 giờ sáng ngày 1 tháng 9 năm 2020, một video về logo của nhóm đã được phát hành trên kênh YouTube của họ, tiết lộ tên nhóm là P1Harmony.
Các tài khoản SNS chính thức của họ cũng khởi chạy cùng lúc.
Vào ngày 12 tháng 10 năm 2020, FNC thông báo rằng nhóm sẽ ra mắt với mini album đầu tiên, Disharmony: Stand Out, vào ngày 28 tháng 10.
Vào 28 tháng 10, P1Harmony đã chính thức debut.

## Thành viên
| Nghệ danh | Nghệ danh | Tên khai sinh | Tên khai sinh | Tên khai sinh | Tên khai sinh   | Ngày sinh         | Nơi sinh                      | Quốc tịch           |
| Latinh    | Hangul    | Latinh        | Hangul        | Hanja         | Hán-Việt        | Ngày sinh         | Nơi sinh                      | Quốc tịch           |
| --------- | --------- | ------------- | ------------- | ------------- | --------------- | ----------------- | ----------------------------- | ------------------- |
| Keeho     | 기호      | Yoon Kee Ho   | 윤기호        | 尹基扈        | Duẫn Kỷ Hồ      | 27 tháng 9, 2001  | Toronto, Canada               | Hàn Quốc / Canada   |
| Theo      | 테오      | Choi Tae Yang | 최태양        | 崔泰洋        | Thôi Thái Dương | 1 tháng 7, 2001   | Daejeon, Hàn Quốc             | Hàn Quốc            |
| Jiung     | 지웅      | Choi Ji Ung   | 최지웅        | 崔智雄        | Thôi Trí Hùng   | 7 tháng 10, 2001  | Seoul, Hàn Quốc               | Hàn Quốc            |
| Intak     | 인탁      | Hwang In Tak  | 황인탁        | 黄仁德        | Hoàng Nhân Trác | 31 tháng 8, 2003  | Yangju, Gyeonggi-do, Hàn Quốc | Hàn Quốc            |
| Soul      | 소울      | Haku Shota    | 하쿠 쇼타     | —             | Bạch Tường Thái | 1 tháng 2, 2005   | Saitama, Nhật Bản             | Nhật Bản / Hàn Quốc |
| Jongseob  | 종섭      | Kim Jong Seob | 김종섭        | 金仲燮        | Kim Thống Tiếp  | 19 tháng 11, 2005 | Ilsan,Gyeonggi-do, Hàn Quốc   | Hàn Quốc            |

## Danh sách đĩa nhạc
| Tiêu đề               | Thông tin | Thứ hạng cao nhất | Doanh số |
| Tiêu đề               | Thông tin | KOR               | Doanh số |
| --------------------- | --- | ----------------- | -------- |
| Disharmony: Stand out | - Phát hành: 12 tháng 11 năm 2020 - Công ty: High Up Entertainment, Kakao M - Định dạng: CD, digital download, streaming Track listing | TBA               | TBA      |

## Chương trình âm nhạc

### The Show
| Năm  | Ngày       | Bài hát    | Điểm |
| ---- | ---------- | ---------- | ---- |
| 2024 | 24 tháng 9 | "SAD SONG" | 7049 |

### Show Champion
| Năm  | Ngày       | Bài hát    | Điểm |
| ---- | ---------- | ---------- | ---- |
| 2024 | 25 tháng 9 | "SAD SONG" | 6219 |
| 2025 | 14 tháng 5 | "DUH!"     | 6500 |

### Music Bank
| Năm  | Ngày       | Bài hát      | Điểm |
| ---- | ---------- | ------------ | ---- |
| 2024 | 16 tháng 2 | "Killin' It" | 8694 |
| 2024 | 27 tháng 9 | "SAD SONG"   | 6864 |
| 2025 | 16 tháng 5 | "DUH!"       | 9716 |